# Bauerschaft Ostleven
Bauerschaft Ostleven bezeichnet ein einen Weiler und statistischen Bezirk innerhalb der Gemeinheit Ahsen in Datteln. Ostleven wird Umgangssprachlich auch einfach nur Leven genannt. Neben Ostleven existiert nordöstlich in Haltern auch Westleven in Flaesheim.

## Geografische Lage
Der Weiler befindet sich im Norden Dattelns. Zum Großteil besteht Ostleven aus der Haard, mit ein paar Erhebungen wie dem Levischberg oder dem Dummberg. Durch Ostleven führt der Wesel-Datteln-Kanal.
An Ostleven angrenzend sind: Flaesheim (mit Westleven) im Norden, Ahsen (mit Leven) im Osten, Klostern im Südosten, Bockum im Südwesten und das Oer-Erkenschwickener Gebiet der Haard.
Ostleven liegt südlich des eigentlichen Levens bei Ahsen.

## Kultur
Auf Ostlevener Gebiet befand sich der ehemalige jüdische Friedhof Ahsens. Auch die Ahsener sowie Levener Fischteiche befinden sich hier. Ansonsten ist Ostleven forstwirtschaftlich geprägt.